# 箣柊属
箣柊属（学名：Scolopia）是大风子科下的一个属，为灌木或小乔木植物。该属共有约30种，分布于东半球热带地区。